# Thomas Reid

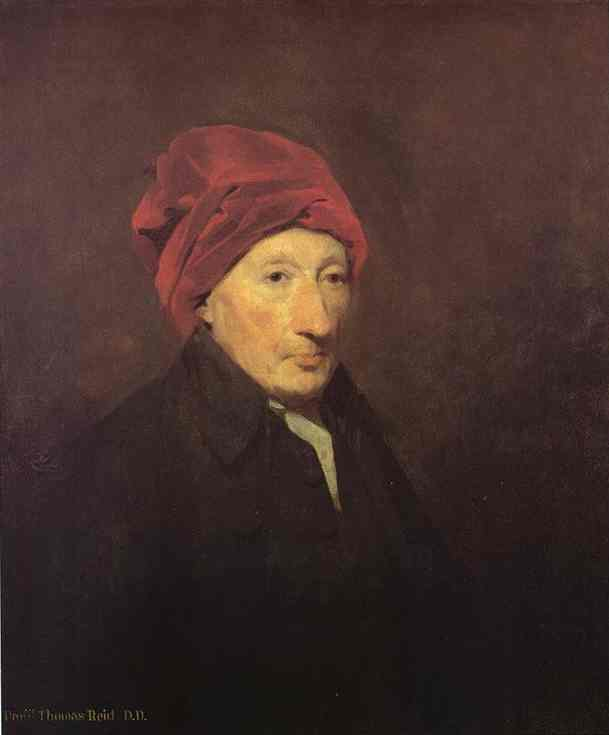
Thomas Reid

Thomas Reid (1710-1796) was een Schots filosoof en een tijdgenoot van David Hume. Hij is een van de grondleggers geweest van de "common sense"-filosofie. 
Reid was hoogleraar wijsbegeerte aan de universiteit van Aberdeen, waar hij zelf ook gestudeerd had. Hij is ook 14 jaar predikant geweest. 
Reid schreef enkele essays, en drie boeken: An Inquiry into the Human Mind on the Principles of Common Sense (1764), The Intellectual Powers of Man (1785) en The Active Powers of Man (1788). 
Aanvankelijk was Reid een enthousiast volgeling van Berkeley, maar door bestudering van het werk van Hume kwam hij tot een kritiek op het empirisme. 
Volgens hem was de grondfout van het empirisme dat het de middelen van onze waarneming aanziet voor de objecten daarvan. In werkelijkheid sluiten onze voorstellingen de weg naar 'buiten' niet af, maar openen zij deze juist. Zo werkt het in het dagelijks leven, omdat wij zo door onze schepper zijn uitgerust. Want op het moment dat wij de voorstelling van iets, zoals een boom, op ons netvlies krijgen, dan dringt het besef zich aan ons op dat die boom daar ook werkelijk voor ons staat. Dat wij deze gewaarwordingen hebben, maakt deel uit van onze gemeenschappelijke constitutie, van de common sense van de mensheid. 
Uitgaande van de common sense ontwierp Reid een kennisleer. Volgens deze leer heeft God de mensheid bepaalde mechanismes gegeven om tot kennis te komen. Een daarvan is het feit dat men bepaalde zelf-evidente waarheden ziet. Een ander mechanisme is het principe van de inductie. 
De theologie van Reid was traditioneel-theïstisch. Volgens hem laten de godsbewijzen zien dat God er is. De openbaring bouwt daarop voort door ons te tonen wie God is. We moeten het licht van de rede gebruiken om Gods openbaring uit te kunnen leggen. 
Reids benadering vond navolging in de Scottish Common Sense School of Philosophy.
- Bibsys: 90100712
- Biblioteca Nacional de España: XX1084909
- Bibliothèque nationale de France: cb12027944n (data)
- Catàleg d'autoritats de noms i títols de Catalunya: 981058518535006706
- Gemeinsame Normdatei: 118744003
- International Standard Name Identifier: 0000 0001 2124 4723
- Library of Congress Control Number: n50050928
- Nationale Bibliotheek van Letland: 000032224
- Bibliotheek van het Japanse parlement: 00621357
- Nationale Bibliotheek van Tsjechië: jx20081110007
- Nationale bibliotheek van Australië: 35447091
- Nationale Bibliotheek van Israël: 987007311447205171
- Nationale Bibliotheek van Polen: a0000001227180
- Nederlandse Thesaurus van Auteursnamen: 071068678
- Réseau des bibliothèques de Suisse occidentale: 02-A016569070
- LIBRIS: 292285
- SNAC: w6vt3gfm
- Système universitaire de documentation: 027669319
- Trove: 955959
- Virtual International Authority File: 24615724
- WorldCat: E39PBJccfkc3HRKKKBRc7k7vHC